# Plenocatenulis osmanthi
Plenocatenulis osmanthi är en svampart som beskrevs av Bat. & Cif. 1959. Plenocatenulis osmanthi ingår i släktet Plenocatenulis, divisionen sporsäcksvampar och riket svampar.   Inga underarter finns listade i Catalogue of Life.